# Yuck (Band)
Yuck ist eine englische Rockband aus London. Mit ihrem Debütalbum waren sie 2011 über Großbritannien hinaus erfolgreich.

## Bandgeschichte
Danny Blumberg und Max Bloom hatten Mitte der 2000er als Schüler bei Cajun Dance Party begonnen und 2008 ihr Debütalbum in die Charts gebracht. Doch noch vor einem zweiten Album verließen die beiden die Band, um ihre eigene Musik umzusetzen. Sie nahmen ein paar Demos auf und stellten dann mit der japanischen Bassistin Mariko Doi und dem amerikanischen Schlagzeuger Jonny Rogoff die Band Yuck zusammen. Sie machten erste Veröffentlichung wie den Song Gloria auf Splitsingle und die EP Weakend auf Cassette und fanden im September 2010 in Fat Possum ein Label. Außerdem gingen sie mit Teenage Fanclub und den US-Bands Dum Dum Girls und Modest Mouse als Support auf Tour.
Noch vor Erscheinen ihres Debütalbums hatten sie so viel Bekanntheit erlangt, dass sie in die Liste Sound of 2011 der BBC aufgenommen wurden, eine Prognose für erfolgreiche Newcomer des folgenden Jahres. Ihr Debütalbum mit dem Bandnamen Yuck als Titel erschien im März 2011 und schaffte es tatsächlich auf Anhieb in die britischen Charts. Auch in den Indie-Charts in den USA konnten sie sich platzieren (Platz 29).
Erneut hielt die Besetzung nicht bis zu einem zweiten Album, weil Daniel Blumberg seine Karriere solo fortsetzen wollte. Die drei verbliebenen Mitglieder nahmen aber ohne Blumberg das Nachfolgealbum Glow & Behold auf, das 2013 erschien. Es war poppiger und glatter und kam bei Kritikern und Käufern nicht so gut an. Immerhin kam es noch in die Heatseekers Charts in den Vereinigten Staaten. Für die Auftritte kam danach Gitarrist Edward Hayes als neues viertes Mitglied hinzu. Nach einer ruhigeren Phase erschien 2016 das dritte Album Stranger Things und 2020 veröffentlichten Yuck zwei EPs mit je 8 Songs, an den Anfangserfolg kamen sie jedoch nicht mehr heran.

## Mitglieder
- Max Bloom, Sänger, Gitarrist
- Edward Hayes, Gitarrist (ab 2013)
- Mariko Doi, Bassistin
- Jonny Rogoff, Schlagzeuger

Ehemaliges Mitglied
- Daniel Blumberg, Sänger, Gitarrist (bis 2013)

## Diskografie
Alben
- Yuck (2011)
- Glow & Behold (2013)
- Stranger Things (2016)

EPs
- Weakend (EP, 2010)
- Southern Skies (EP, 2014)
- Good Luck (EP, 2020)
- SuckFuckYuck (EP, 2020)

Lieder
- Georgia (2009)
- Rubber (2010)
- The Wall (2010)
- Despite Everything (2010)
- Holing Out (2011)
- Get Away (2011)
- Chew (2012)
- Rebirth (2013)
- Middle Sea (2013)
- Lose My Breath (2013)
- Southern Skies (2014)
- Hearts in Motion (2016)
- Cannonball (2016)
- Hold Me Closer (2016)
- Grow Past It (2020)
- What’d We Expect? (2020)